# Raw Air

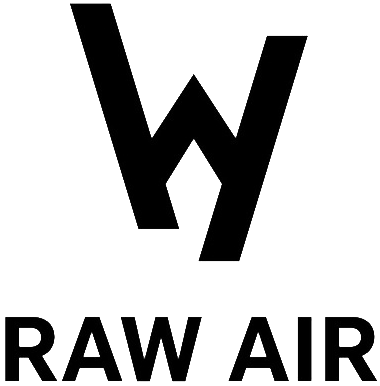
Logo

Die Raw Air ist eine Skisprung-Wettkampfserie, die als Teil des Skisprung-Weltcups ausgetragen wird und von Arne Åbråten als norwegisches Gegenstück zur Vierschanzentournee ins Leben gerufen wurde. Sie fand erstmals zur Saison 2016/17 als Teil des Weltcup-Programms der Herren statt. Die Wettkämpfe erstrecken sich über zehn Tage und werden ohne Unterbrechung auf vier verschiedenen Schanzen in Norwegen ausgetragen. Dies sind in chronologischer Reihenfolge die Großschanzen in Oslo, Lillehammer und Trondheim sowie die Skiflugschanze in Vikersund. In den Jahren 1997 bis 2010 fand mit dem Nordic Tournament eine ähnliche Veranstaltungsreihe zum Saisonabschluss auf Schanzen in Skandinavien statt.
Erstmals wurde 2019 die Raw Air in leicht veränderter Form auch als Teil des Weltcup-Programms der Damen durchgeführt. Die Wettkämpfe erstrecken sich hierbei über sechs Tage und wurden bis 2022 nur auf den drei Großschanzen in Oslo, Lillehammer und Trondheim ausgetragen.

## Wettkampfmodus

### Herren
Die Raw Air der Herren umfasst vier Einzelwettbewerbe sowie zwei Mannschaftswettbewerbe. Diese sechs Wettbewerbe sowie die vier Qualifikationen der Einzelentscheidungen werden innerhalb von zehn Tagen ausgetragen, was bedeutet, dass es während der Veranstaltung keinen Ruhetag gibt. Eine weitere Besonderheit der Wettkampfserie ist, dass sowohl die Qualifikationssprünge als auch die Teamwettbewerbe Teil der Gesamtwertung sind. Die Qualifikationen werden dazu Prolog (englisch Prologue) genannt. Dadurch zählen insgesamt 16 Sprünge in die Gesamtwertung:
- vier Prolog-Sprünge für vier Einzelwettbewerbe,
- acht Sprünge der vier Einzelwettbewerbe und
- vier Sprünge der zwei Teamwettbewerbe.

### Damen
Die Raw Air der Damen umfasst drei Einzelwettbewerbe. Diese drei Wettbewerbe sowie die drei Qualifikationen der Einzelentscheidungen werden ohne Ruhetag innerhalb von sechs Tagen ausgetragen. Alle Sprünge zählen in die Gesamtwertung:
- drei Prolog-Sprünge für drei Einzelwettbewerbe und
- sechs Sprünge der drei Einzelwettbewerbe

## Preisgeld
Neben dem üblichen Preisgeld, das an die besten 30 Springer bei den Herren und die besten 20 Springerinnen bei den Frauen eines Einzelwettbewerbs bzw. die besten drei Mannschaften eines Teamwettbewerbs im Weltcup ausgeschüttet werden, werden bei den Herren zusätzlich 100.000 Euro an die besten drei Springer der Gesamtwertung verteilt. Davon erhält der Sieger 60.000 Euro, der Zweitplatzierte 30.000 Euro und der Drittplatzierte 10.000 Euro. Bei den Damen werden zusätzlich 55.000 Euro verteilt. Die Siegerin erhält 35.000 Euro, die Zweitplatzierte 15.000 Euro und die Drittplatzierte 5.000 Euro.

## Austragungsorte
Die Raw Air wird auf vier verschiedenen Schanzen in Norwegen ausgetragen. 
| Ort         | Schanze                               | Schanzenrekord Herren                   | Schanzenrekord Damen                     |
| ----------- | ------------------------------------- | --------------------------------------- | ---------------------------------------- |
| Oslo        | Holmenkollbakken Großschanze, HS134   | 144,0 m Robert Johansson (9. März 2019) | 137,5 m Sara Takanashi (4. Februar 2016) |
| Lillehammer | Lysgårdsbakken Großschanze, HS140     | 146,0 m Simon Ammann (6. Dezember 2009) | 141,5 m Maren Lundby (11. März 2019)     |
| Trondheim   | Granåsen Großschanze, HS138           | 146,0 m Kamil Stoch (15. März 2018)     | 138,5 m Nika Prevc (6. März 2025)        |
| Vikersund   | Vikersundbakken Skiflugschanze, HS240 | 253,5 m Stefan Kraft (18. März 2017)    | 236,0 m Nika Prevc (14. März 2025)       |

## Zeitplan
Die Wettbewerbe werden mit folgendem Zeitplan durchgeführt:
| Tag | Ort         | Wettkampf        | Wettkampf        |
| Tag | Ort         | Herren           | Damen            |
| --- | ----------- | ---------------- | ---------------- |
| 01  | Oslo        | Prolog           | –                |
| 02  | Oslo        | Teamwettbewerb   | Prolog           |
| 03  | Oslo        | Einzelwettbewerb | Einzelwettbewerb |
| 04  | Lillehammer | Prolog           | Prolog           |
| 05  | Lillehammer | Einzelwettbewerb | Einzelwettbewerb |
| 06  | Trondheim   | Prolog           | Prolog           |
| 07  | Trondheim   | Einzelwettbewerb | Einzelwettbewerb |
| 08  | Vikersund   | Prolog           | –                |
| 09  | Vikersund   | Teamwettbewerb   | –                |
| 10  | Vikersund   | Einzelwettbewerb | –                |

## Siegerliste
| Jahr | Sieger                | Zweiter          | Dritter           |
| ---- | --------------------- | ---------------- | ----------------- |
| 2017 | Stefan Kraft          | Kamil Stoch      | Andreas Wellinger |
| 2018 | Kamil Stoch           | Robert Johansson | Andreas Stjernen  |
| 2019 | Ryōyū Kobayashi       | Stefan Kraft     | Robert Johansson  |
| 2020 | Kamil Stoch           | Ryōyū Kobayashi  | Marius Lindvik    |
| 2021 | keine Austragung      | keine Austragung | keine Austragung  |
| 2022 | Stefan Kraft          | Karl Geiger      | Ryōyū Kobayashi   |
| 2023 | Halvor Egner Granerud | Stefan Kraft     | Anže Lanišek      |
| 2024 | Stefan Kraft          | Peter Prevc      | Daniel Huber      |
| 2025 | Andreas Wellinger     | Domen Prevc      | Ryōyū Kobayashi   |

| Jahr | Siegerin            | Zweite              | Dritte           |
| ---- | ------------------- | ------------------- | ---------------- |
| 2017 | keine Austragung    | keine Austragung    | keine Austragung |
| 2018 | keine Austragung    | keine Austragung    | keine Austragung |
| 2019 | Maren Lundby        | Katharina Althaus   | Juliane Seyfarth |
| 2020 | Maren Lundby        | Silje Opseth        | Eva Pinkelnig    |
| 2021 | keine Austragung    | keine Austragung    | keine Austragung |
| 2022 | Nika Križnar        | Sara Takanashi      | Urša Bogataj     |
| 2023 | Ema Klinec          | Katharina Althaus   | Selina Freitag   |
| 2024 | Eirin Maria Kvandal | Silje Opseth        | Eva Pinkelnig    |
| 2025 | Nika Prevc          | Eirin Maria Kvandal | Anna Odine Strøm |